# Ânderson Miguel da Silva
Ânderson Miguel da Silva, mais conhecido como Nenê (São Paulo, 28 de julho de 1983), é um futebolista brasileiro que atua como atacante. Atualmente, joga pelo AVS.
É irmão de Michel, volante brasileiro que se tornou ídolo no Ceará.[carece de fontes?]

## Carreira
Na temporada 2008/09 jogou pelo Nacional, por empréstimo do Cruzeiro, onde se destacou sendo o artilheiro do campeonato com um total de 20 gols em 28 jogos realizados. Isto fez despertar o interesse de vários clubes europeus. Em junho de 2009 assinou pela equipe do Cagliari, que disputa o Campeonato Italiano.

## Títulos
Individuais
- Melhor marcador da Liga Sagres 2008-2009 (20 golos)[1]